# Rafard
Rafard es un municipio brasilero del estado de São Paulo. Tierra donde nació Tarsila del Amaral, en la Hacienda San Bernardo, en el año de su nacimiento Rafard era distrito de Capivari. La casa donde residió la pintora modernista también existe plenamente conservada. Rafard también es ciudad natal del actor y director Paulo Betti.

## Geografía
Se localiza a una latitud 23º00'42" sur y a una longitud 47º31'37" oeste, estando a una altitud de 515 metros. Su población estimada en 2004 era de 8.243 habitantes.
Posee un área de 132,471 km².

### Hidrografía
- Río Tietê
- Río Capivari

### Carreteras
- SP-101
- SP-113
- SP-308

## Administración
- Prefecto: Márcio Minamioka (2009/2012)
- Viceprefecto: Heitor Turola
- Presidente de la cámara: Rodolfo Antonio Minçon (2011/2012)

## Religión
El Cristianismo está presente en la ciudad de la siguiente manera:

### Iglesia Católica
La iglesia católica del municipio forma parte de la Diócesis de Piracicaba.

### Iglesia Protestante
En la ciudad están presentes las más diversas creencias evangélicas, principalmente pentecostales, incluidas las Asambleas de Dios de Brasil (la iglesia evangélica más grande del país), Congregación Cristiana, entre otras. Estas denominaciones están creciendo cada vez más en todo Brasil.